# Phare d'Óshólar
Le phare d'Óshólar (en islandais : Óshólaviti ) est un phare situé sur la côte nord de l'Ísafjarðardjúp près de Bolungarvík dans la région des Vestfirðir.